# Nationale Vergadering (Malawi)
De Nationale Vergadering (Engels: National Assembly) is het eenkamerparlement van Malawi en telt 193 leden die middels het meerderheidsstelsel worden gekozen voor een periode van vijf jaar.
De Nationale Vergadering werd in 1964, het jaar van Malawi's onafhankelijkheid, opgericht. De voorloper van de Nationale Vergadering was de Wetgevende Raad van Noord-Rhodesië (Legislative Council of Northern Rhodesia) die bestond van 1924 tot 1964 en waarvan slechts een beperkt aantal zetels was gereserveerd voor zwarte Afrikanen en een meerderheid was bestemd voor blanke Europeanen. Pas in de laatste fase van het Britse protectoraat kwam hier verandering in. Van 1966 tot 1993 was het land een eenpartijstaat met de Malawi Congress Party (MCP) als enige toegestane partij. Alle zetels in het parlement vielen in deze periode de MCP toe. Bij de verkiezingen van 2019 werd de Democratic Progressive Party (MPP) met 62 zetels de grootste, gevolgd door de MCP met 55 zetels. Het aantal partijloze parlementariërs bedraagt 55 leden. 
Voorzitter van de Nationale Vergadering is Catherine Gotani Hara (MCP), de eerste vrouw die deze positie bekleedt. Zij werd in 2019 in deze functie gekozen.

## Parlementsgebouw
Het parlementsgebouw in de hoofdstad Lilongwe is gebouwd rond 2008 met financiële steun van de Volksrepubliek China.

## Zetelverdeling

Zetelverdeling na de verkiezingen van 2019

## Overzicht verkiezingen
- Algemene verkiezingen in Malawi (1971)

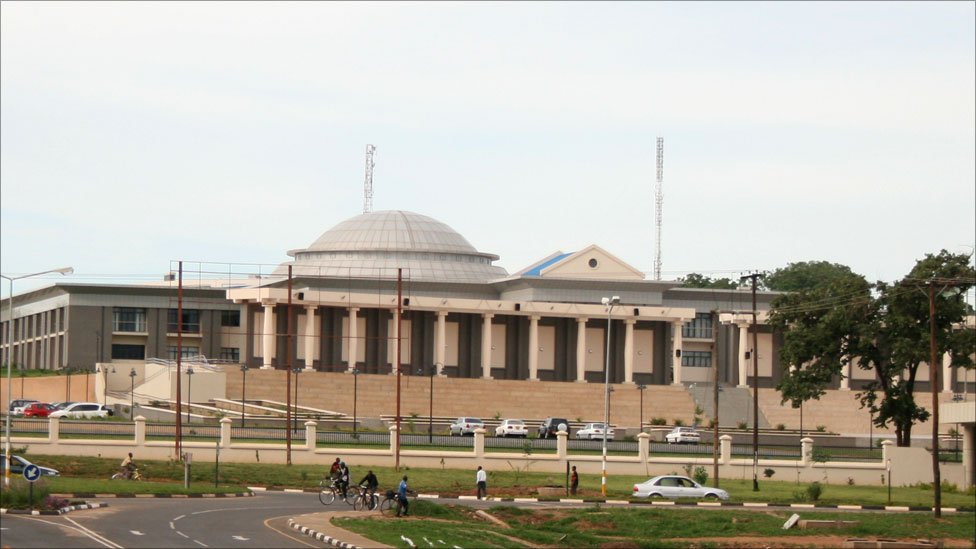
Het parlementsgebouw in Lilongwe

- Algemene verkiezingen in Malawi (1976)
- Algemene verkiezingen in Malawi (1978)
- Algemene verkiezingen in Malawi (1983)
- Algemene verkiezingen in Malawi (1987)
- Algemene verkiezingen in Malawi (1992)
- Algemene verkiezingen in Malawi (1994)
- Algemene verkiezingen in Malawi (1999)
- Algemene verkiezingen in Malawi (2004)
- Algemene verkiezingen in Malawi (2009)
- Algemene verkiezingen in Malawi (2014)
- Algemene verkiezingen in Malawi (2019)